# 尾崎拓郎
尾崎 拓郎（おざき たくろう、 - ）は日本の情報学者。国立大阪教育大学理数情報教育系の講師。

## 略歴
大阪府立千里高等学校を卒業。2010年（平成22年）、大阪教育大学大学院教育学研究科を修了（修士（学術））。
2008年4月から大阪教育大学附属高等学校天王寺校舎や大阪府立工業高等専門学校（現・大阪府立大学工業高等専門学校）の非常勤講師。2013年4月から大阪教育大学に。関西大学の非常勤講師なども務めている。

## 人物
2020年（令和2年）4月20日、新型コロナウイルス感染症の流行に伴い、大阪教育大がインターネットを活用したオンライン授業を開始。学習支援システム「Moodle（ムードル）」やウェブ会議システム「Microsoft Teams」を活用し、資料や課題の提示、掲示板での質疑、動画配信、小テストも実施できる全大学システムについて、教職員に教授したり、指揮を執ったりしている。